# تطبيقات الواقع الافتراضي

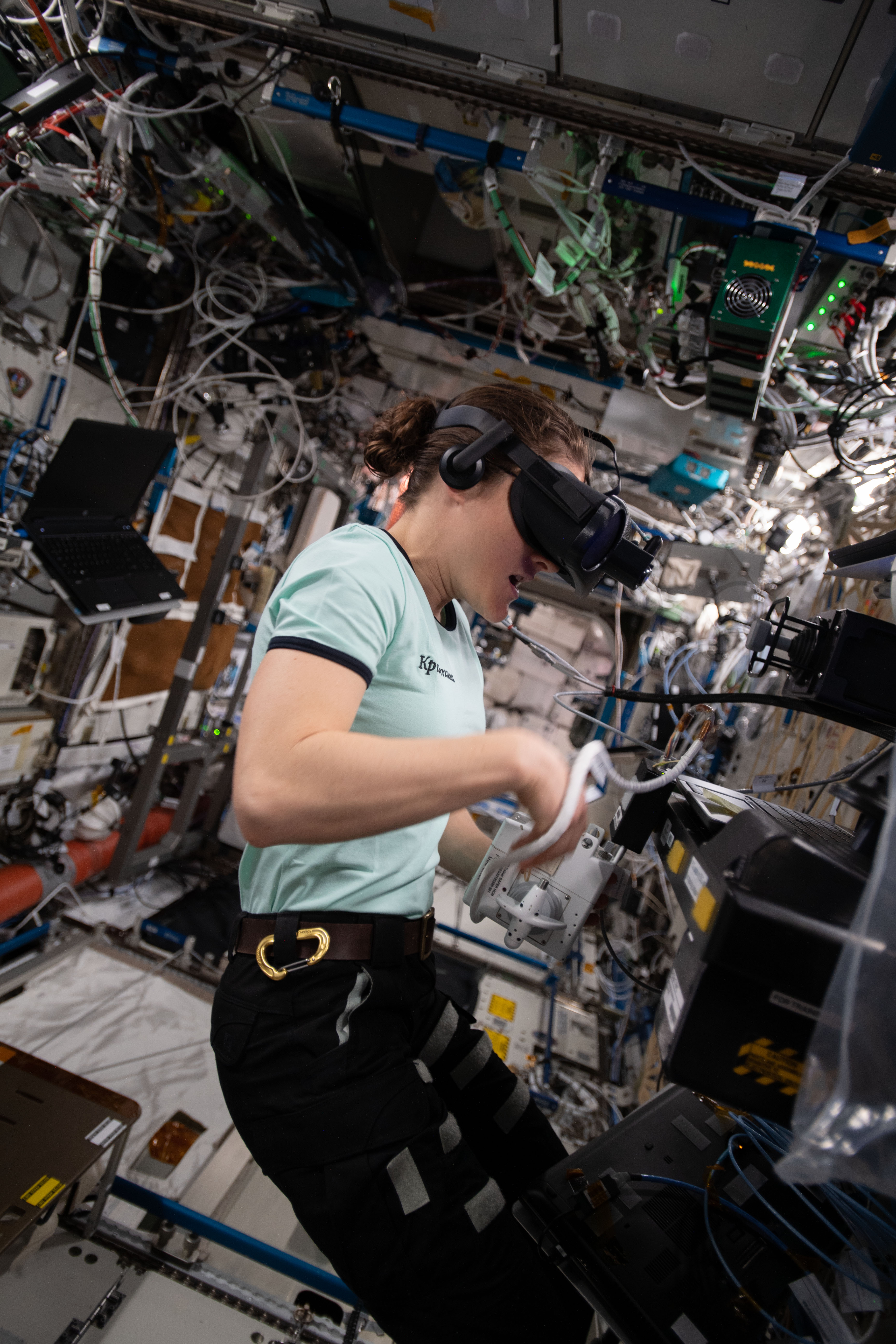
ترتدي رائدة فضاء ناسا ومهندسة الرحلة إكسبيديشن 59 كريستينا كوخ سماعة رأس VR لدراسة كيفية تأثير الجاذبية الصغرى على حركة رائد الفضاء واتجاهه وإدراكه للمسافة في عام 2019

تطبيقات الواقع الافتراضي هي تطبيقات تستخدم الواقع الافتراضي (VR)، وهي تجربة حسية غامرة تحاكي بيئة افتراضية رقميًا. تم تطوير التطبيقات في مجموعة متنوعة من المجالات، مثل التعليم والتصميم المعماري والحضري والتسويق الرقمي والنشاط والهندسة والروبوتات والترفيه والمجتمعات الافتراضية والفنون الجميلة والرعاية الصحية والعلاجات السريرية والتراث وعلم الآثار والسلامة المهنية والعلوم الاجتماعية وعلم النفس.

## العمارة والتصميم الحضري
كان أحد الاستخدامات الأولى المسجلة للواقع الافتراضي في الهندسة المعمارية في أواخر التسعينيات عندما صممت جامعة نورث كارولينا نموذجًا افتراضيًا لقاعة سيترمان، مقر قسم علوم الكمبيوتر بها. ارتدى المصممون سماعة رأس واستخدموا وحدة تحكم يدوية لمحاكاة التنقل في مساحة افتراضية. مع نموذج أوتوديسك ريفيت أمكنهم السير فعليا عبر مخطط للمكان يمكّن الواقع الافتراضي المهندسين المعماريين من فهم تفاصيل المشروع بشكل أفضل مثل انتقال المواد أو خطوط الرؤية أو العروض المرئية لضغط الجدار أو أحمال الرياح أو اكتساب الحرارة الشمسية أو عوامل هندسية أخرى. بحلول عام 2010، تم تطوير العديد من برامج الواقع الافتراضي للتجديد الحضري والتخطيط ومشاريع النقل. تم محاكاة مدن بأكملها في الواقع الافتراضي.

## تجارب الطبيعة التصالحية

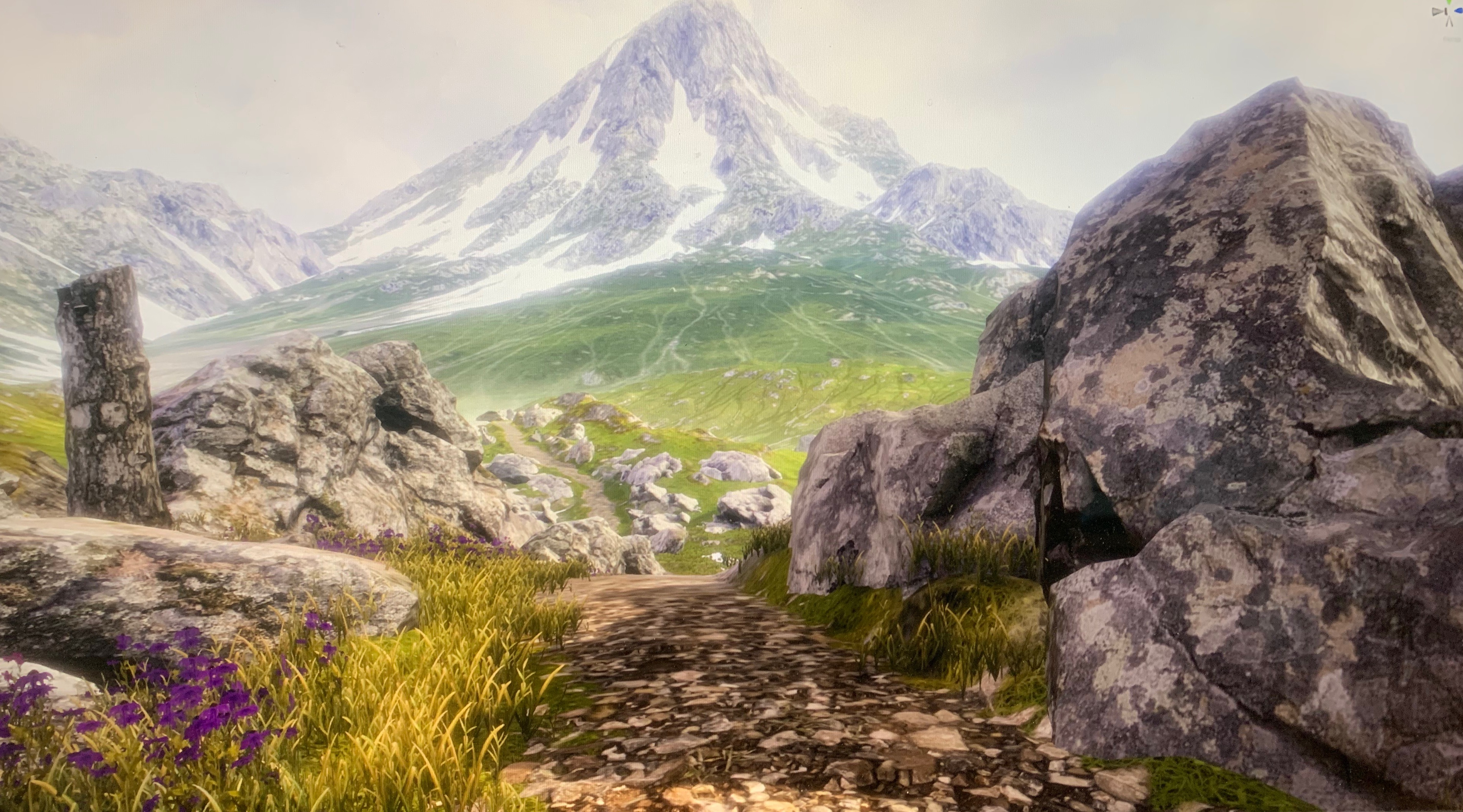
مثال على بيئة افتراضية موجهة نحو الطبيعة تم إنشاؤها باستخدام محرك العرض في الوقت الفعلي Unity.

تظهر الدراسات حول التعرض لبيئات الطبيعة كيف أنها قادر على إنتاج الاسترخاء واستعادة القدرة على الانتباه والوظيفة المعرفية وتقليل التوتر وتحفيز المزاج الإيجابي.

## الرعاية الصحية والطبية

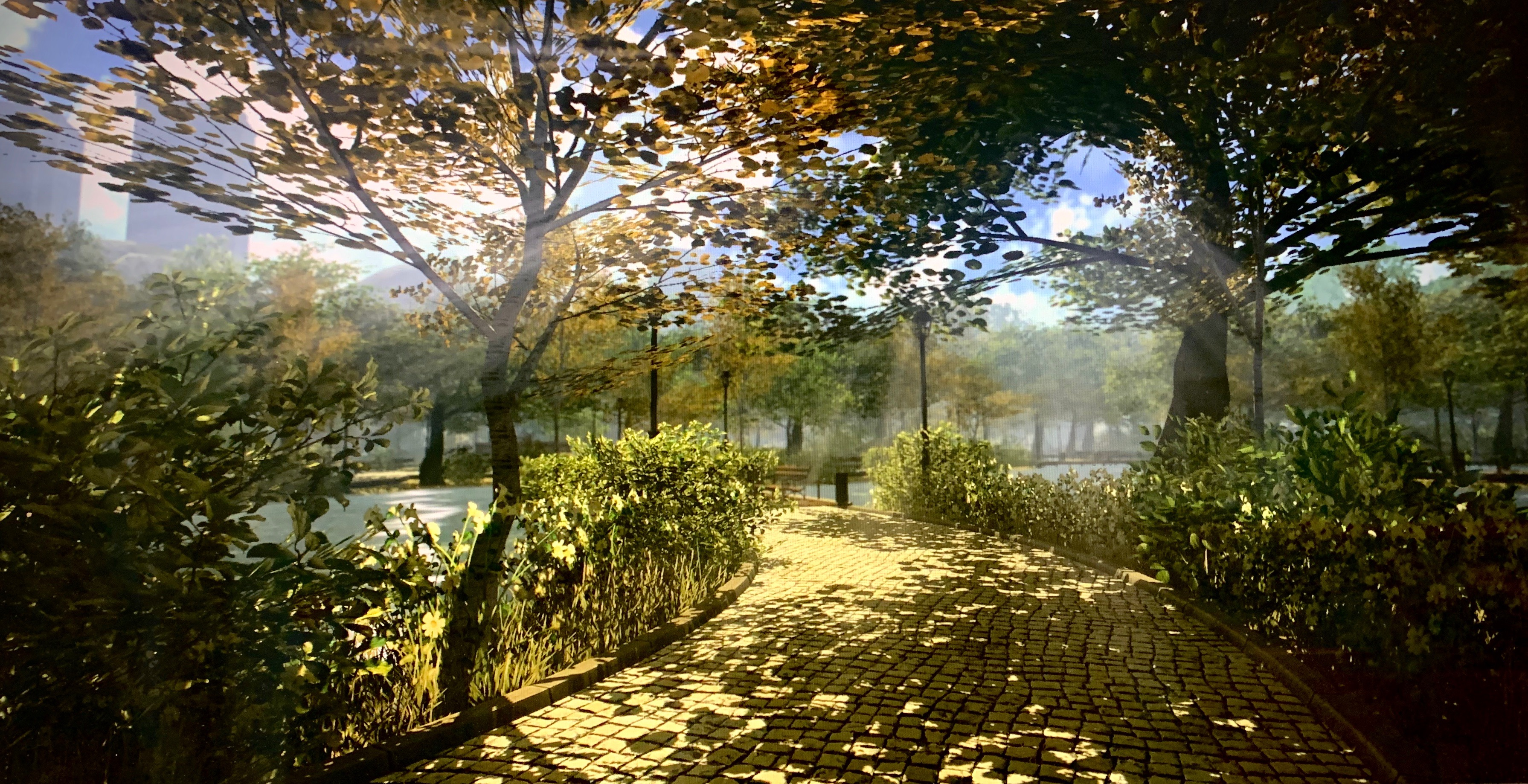
بيئة واقع افتراضي غامرة، تُستخدم لتحفيز كبار السن على ممارسة الرياضة بانتظام، من خلال القيادة على طول المسار واستكشاف البيئة المحيطة

بدأ الواقع الافتراضي في الظهور في إعادة التأهيل في العقد الأول من القرن الحادي والعشرين. بالنسبة لمرض باركنسون، لا توجد أدلة على فوائده مقارنة بطرق إعادة التأهيل الأخرى. لم تجد مراجعة أجريت عام 2018 حول فعالية العلاج بمرآة الواقع الافتراضي والروبوتات أي فائدة. علاج التعرض للواقع الافتراضي (VRET) هو شكل من أشكال العلاج بالتعرض لعلاج اضطرابات القلق مثل اضطراب ما بعد الصدمة (PTSD) والرهاب . أشارت الدراسات إلى أن الجمع بين VRET والعلاج السلوكي ، يعاني المرضى من انخفاض في الأعراض. في بعض الحالات ، لم يعد المرضى يستوفون معايير DSM-V لاضطراب ما بعد الصدمة.